# Omphale calicuti
Omphale calicuti är en stekelart som beskrevs av T.C. Narendran 2006. Omphale calicuti ingår i släktet Omphale och familjen finglanssteklar. Inga underarter finns listade i Catalogue of Life.